# Bad Ragaz
Bad Ragaz (hasta 1937 Ragaz) es una comuna suiza del cantón de San Galo, ubicada en el distrito de Sarganserland. Limita al oeste con la comuna de Vilters-Wangs, al noreste con Fläsch (GR), al sureste con Maienfeld (GR) y Landquart (GR), al sur con Pfäfers, y al suroeste con Mels.

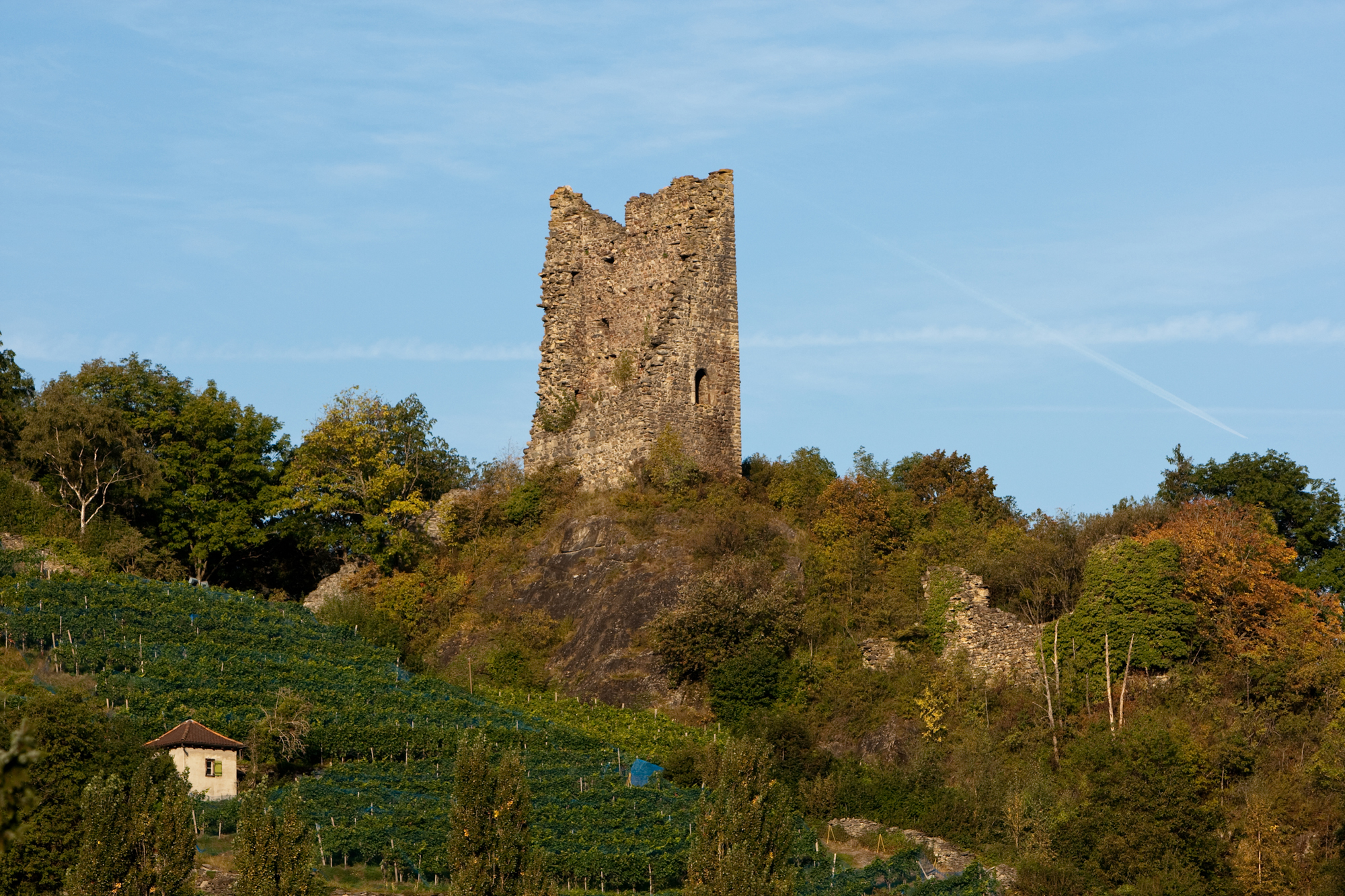
Ruinas del burgo de Freudenberg.

## Transportes
Ferrocarril
Cuenta con una estación ferroviaria en la que efectúan parada trenes de larga distancia y regionales.

## Lugares de interés
El spa o balneario de Ragaz es mencionado en la novela de Johanna Spyri Heidi.